# Ensemble Studios
Ensemble Studios là một nhà phát triển trò chơi điện tử ban đầu do Tony Goodman, Rick Goodman và John Boog-Scott thành lập vào năm 1995 như một công ty độc lập, nhưng về sau bị Microsoft mua lại vào năm 2001 và hoạt động như một studio nội bộ cho đến chính thức tan rã năm 2009. Ensemble đã phát triển nhiều tựa game chiến lược thời gian thực, bao gồm loạt game Age of Empires, Age of Mythology và Halo Wars. Ngoài ra để phát triển trò chơi, Ensemble Studios đã tạo Genie Engine được dùng trong Age of Empires, Age of Empires II: The Age of Kings, và Star Wars: Galactic Battlegrounds.

## Game
Ensemble Studios đã phát triển loạt game thuộc thể loại chiến lược thời gian thực Age of Empires, bao gồm Age of Empires, Age of Empires II: The Age of Kings, Age of Empires III. Ngoài ra Họ còn phát hành Age of Mythology, một sản phẩm phụ từ dòng game gốc. Các bản mở rộng cũng được phát hành cho tất cả các phiên bản của họ bao gồm hai bản cho Age of Empires III. Lần phát hành cuối cùng của họ là tựa game chiến lược thời gian thực gọi là Halo Wars cho hệ máy Xbox 360.
| Ngày phát hành | Tên gọi                                 | Thể loại                              |
| -------------- | --------------------------------------- | ------------------------------------- |
| 1997           | Age of Empires                          | chiến lược thời gian thực             |
| 1998           | Age of Empires: The Rise of Rome        | bản mở rộng                           |
| 1999           | Age of Empires II: The Age of Kings     | chiến lược thời gian thực             |
| 2000           | Age of Empires II: The Conquerors       | bản mở rộng                           |
| 2002           | Age of Mythology                        | chiến lược thời gian thực             |
| 2003           | Age of Mythology: The Titans            | bản mở rộng                           |
| 2005           | Age of Empires III                      | chiến lược thời gian thực             |
| 2006           | Age of Empires III: The WarChiefs       | bản mở rộng                           |
| 2007           | Age of Empires III: The Asian Dynasties | bản mở rộng                           |
| 2009           | Halo Wars                               | chiến lược thời gian thực             |
| Bị hủy         | Titan (Halo MMO)                        | trò chơi trực tuyến nhiều người chơi  |
| Bị hủy         | Sorcerer                                | trò chơi nhập vai phiêu lưu giả tưởng |
| Bị hủy         | Nova                                    |                                       |
| Bị hủy         | Wrench                                  | trò chơi platform                     |
| Bị hủy         | Bam                                     |                                       |
| Bị hủy         | Agent                                   |                                       |

## Kết thúc và di sản
Ngày 9 tháng 9 năm 2008, Có tin báo rằng Ensemble sẽ đóng cửa sau khi phát hành trò Halo Wars. Theo nhiều báo cáo độc lập, tất cả các nhân viên không cần thiết đều bị sa thải và các nhân viên còn lại được khích lệ cho đến khi hoàn thành dự án. Microsoft đã phát hành một bản báo cáo nội bộ vào ngày 10 tháng 9 năm 2008 mà sau đó đã bị lộ ra ngoài.
Theo báo cáo trên blog của Ensemble Studio vào cuối năm 2008, công ty sẽ đóng cửa vào ngày 29 tháng 1 năm 2009. Cũng có tin nói rằng có ít nhất hai studio mới đang được hình thành bởi các nhân viên cũ của Ensemble Studio.
Vào tháng 2 năm 2009, người đứng đầu cũ của Ensemble Studios Tony Goodman đã bắt đầu thành lập một studio độc lập là Robot Entertainment và một số nhân viên hiện có đã được giao những vị trí trong công ty này.
Tiếp theo sự thành lập của Robot Entertainment, nhà sản xuất cũ của Ensemble Studios David Rippy đã bắt đầu thành lập một studio độc lập là Bonfire Studios, bao gồm toàn bộ các nhân viên cũ của Ensemble. Bonfire về sau được đổi tên thành Zynga Dallas thông qua việc hãng Zynga mua lại và chỉ phát hành một game duy nhất như một công ty độc lập.
Vào năm 2008, một studio thứ ba gọi là Newtoy, Inc. Được tạo ra bởi các nhà phát triển từ Ensemble, hãng đã phát hành Chess With Friends cho iPhone vào tháng 11 năm 2008, và Words With Friends vào tháng 8 năm 2009. Newtoy cũng Zynga được mua lại và đổi tên thành Zynga With Friends, một biệt danh cho sự thành công của Newtoy với loạt game With Friends. Newtoy phát hành hai game trong khi họ vẫn độc lập.
Vào tháng 3 năm 2009, một studio thứ tư là Windstorm Studios đã được công bố, do Monk Dusty thành lập theo kiểu công ty một thành viên. Dusty Monk về sau đã đóng cửa studio này vào ngày 21 tháng 3 năm 2012 và gia nhập vào Robot Entertainment với những đồng nghiệp cũ của ông.